# Messier 47
Messier 47 (M47 o NGC 2422) és un cúmul obert situat en la constel·lació de Popa, molt a prop de Messier 46. Va ser descobert per Giovanni Battista Hodierna abans de 1645, però com que els treballs d'aquest astrònom van ser oblidats i redescoberts a principis dels anys 80, va ser descobert independentment per Charles Messier el 19 de febrer de 1771.
Tanmateix, Messier va cometre un error de càlcul de la posició de l'objecte que observava, i a causa d'això, l'objecte que ell va anomenar M47 no va ser identificat fins al 1934, ja que no hi havia cap nebulositat en la posició que ell indicava. William Herschel va resdescobrir el cúmul indepentment dels altres dos al 1785.

## Característiques
M47 està constituït per una cinquantena d'estrelles dins un volum de 12 anys llum de diàmetre aproximadament. Està situat à 1600 anys llum del sistema solar, allunyant-se a una velocitat de 9 km/s. Té un diàmetre aparent de 30 minuts d'arc, més o menys el mateix que el de la Lluna. La seva edat estimada és de 78 milions d'anys.